# توبيزا
توبيزا هي مدينة، في بوليفيا، تقع في Sud Chichas Province ‏، بلغ عدد سكانها 23,100 نسمة وذلك حسب إحصائيات سنة 2006.

## أعلام
- إدواردو وايلد
- غاستون سواريز